# William Anders
William Alison Anders (Hong Kong, 17 de octubre de 1933-Condado de San Juan, Washington, 7 de junio de 2024) fue un general de división de la Fuerza Aérea de los Estados Unidos (USAF), ingeniero eléctrico, ingeniero nuclear, astronauta de la NASA y empresario estadounidense. En diciembre de 1968, formó parte de la tripulación del Apolo 8, siendo uno de los primeros tres seres humanos en abandonar la órbita baja terrestre y viajar hacia la Luna. Junto con sus compañeros astronautas Frank Borman y Jim Lovell, Anders orbitó la Luna diez veces y transmitió imágenes y comentarios en vivo a la Tierra, incluyendo la lectura del Génesis en Nochebuena. Durante una de las órbitas lunares de la misión, tomó la icónica fotografía «Earthrise».
Graduado de la Academia Naval de los Estados Unidos en 1955, Anders fue comisionado como segundo teniente en la USAF ese mismo año y se convirtió en piloto de combate, volando los Northrop F-89 Scorpion equipados con misiles aire-aire con punta nuclear MB-1. Esperaba estudiar ingeniería aeronáutica a través del Instituto de Tecnología de la Fuerza Aérea (AFIT) de la Universidad Aérea, pero debido al programa de Propulsión Nuclear de Aeronaves en curso, tuvo que estudiar ingeniería nuclear en su lugar. Se graduó del AFIT en 1962 con una Maestría en Ciencias en ingeniería nuclear y fue enviado al Laboratorio de Armas de la Fuerza Aérea, donde gestionó los aspectos técnicos de los programas de reactores nucleares de la USAF.
Anders fue secretario ejecutivo del Consejo Nacional de Aeronáutica y Espacio de 1969 a 1973, comisionado de la Comisión de Energía Atómica de los Estados Unidos de 1973 a 1975 y presidente de la Comisión Reguladora Nuclear de 1975 a 1976. Luego se convirtió en embajador de los Estados Unidos en Noruega de 1976 a 1977. En septiembre de 1977, se unió a General Electric (GE) como vicepresidente y gerente general de la División de Productos Nucleares y se convirtió en gerente general de la División de Equipos de Aeronaves de GE en 1980. Dejó GE para unirse a Textron como vicepresidente ejecutivo de aeroespacial, y dos años más tarde fue designado vicepresidente ejecutivo sénior de operaciones. Durante su tiempo en el Servicio Civil, Anders permaneció en la USAF como oficial de reserva y mantuvo su estado de vuelo activo. Se retiró de la reserva como general de división en 1988. En 1990, fue nombrado vicepresidente de General Dynamics y en 1991 en su presidente y CEO. Se retiró como CEO en 1993 y como presidente en 1994.
Mientras volaba su antiguo Beechcraft T-34 Mentor sobre las Islas San Juan en el estado de Washington, se informó el 7 de junio de 2024 que el avión se había estrellado en el estrecho de Puget. El cuerpo de Anders fue recuperado más tarde ese día después de que se lanzara una búsqueda por parte de la Guardia Costera de los Estados Unidos y el Departamento del Sheriff del Condado de San Juan.

## Biografía
William Alison Anders nació en Hong Kong el 17 de octubre de 1933, hijo de Arthur F. Anders, un teniente de la Marina de los Estados Unidos, y su esposa, Muriel de soltera Adams. La familia se trasladó de Hong Kong a Annapolis, Maryland, donde su padre enseñaba matemáticas en la Escuela de Posgrado Naval de Estados Unidos. Después de Annapolis, el padre de Anders recibió órdenes para trasladarse a Nankín, China. Tras mudarse allí, estalló la segunda guerra sino-japonesa en 1937, seguida de la invasión de Japón a China. En diciembre de ese año, su padre estaba sirviendo como oficial ejecutivo del cañonero fluvial USS Panay cuando resultó herido al ser atacado y hundido por bombarderos japoneses. A medida que los japoneses avanzaban hacia Nankín, Anders y su madre huyeron tomando un tren hacia Guangzhou.
Desde el porche del hotel en Guangzhou donde se hospedaron, podían ver aviones japoneses bombardeando barcos en el río Perla a 200 yardas (180 m) de distancia. Esto era ominoso, ya que el río era su único medio de escape. Además de la amenaza de los aviones japoneses, el río estaba minado y existía el peligro de ser abordados por bandidos. Los extranjeros tenían áreas especiales asignadas en el barco y estaban separados de los chinos por alambre de púas. Finalmente, llegaron a Filipinas, donde esperaron noticias de su padre. Arthur Anders fue rescatado por los británicos y enviado al Hospital Naval de San Diego para recuperarse de sus heridas y una infección estafilocócica. Recibió el Corazón Púrpura y la Cruz de la Marina, pero fue dado de baja de la Marina debido a sus heridas. Fue reincorporado al servicio activo durante la Segunda Guerra Mundial.
La familia regresó a los Estados Unidos, donde Anders participó activamente en los Boy Scouts, alcanzando el segundo rango más alto de la organización, Life Scout. De adolescente, Anders asistió a la Academia St. Martin y a la Escuela Secundaria Grossmont en El Cajón, California. Para mejorar sus calificaciones y poder ser aceptado en la Academia Naval de los Estados Unidos en Annapolis, Maryland, Anders fue enviado a la Escuela Boyden, una academia preparatoria militar en el centro de San Diego. Viajaba en autobús desde La Mesa, California, para asistir a Boyden. La escuela se encontraba bajo la trayectoria de vuelo hacia Lindbergh Field, y aviones como el enorme Convair B-36 Peacemaker volaban bajo sobre la escuela. Estaba fascinado con el vuelo y construía modelos de aviones. Se graduó de Boyden en 1951. Se graduó en ingeniería eléctrica por la Academia Naval de los Estados Unidos en 1955, y obtuvo una maestría en ingeniería nuclear por el Instituto tecnológico de las Fuerzas Aéreas en la Base de la Fuerza Aérea Wright-Patterson, Ohio, en 1962. Anders completó el Programa de Gestión de Empresas de Harvard en 1979.

## Fuerzas Aéreas de Estados Unidos
Anders recibió una cita para asistir a la Academia Naval de Annapolis, siguiendo los pasos de su padre, quien se había graduado con la promoción de 1927. Obtuvo una licenciatura en ingeniería eléctrica en 1955. Parte del curso incluía cruceros de orientación durante los cuales los guardiamarinas podían experimentar la vida en el mar. Un crucero a bordo de un portaaviones lo convenció de que no quería convertirse en aviador naval debido a la gran cantidad de accidentes fatales. Al graduarse en 1955, eligió ser comisionado como segundo teniente en la Fuerza Aérea de los Estados Unidos (USAF). Mientras estaba en Annapolis, conoció a Valerie Elizabeth Hoard en una cita a ciegas. Los guardiamarinas no podían casarse, pero se casaron poco después de su graduación. Tuvieron seis hijos: Alan (nacido en 1957), Glen (nacido en 1958), Gayle (nacida en 1960), Gregory (nacido en 1962), Eric (nacido en 1964) y Diana (nacida en 1972).
Después de graduarse, Anders se presentó para el entrenamiento de vuelo, que se llevó a cabo en el Beechcraft T-34 Mentor de motor de pistón, el North American T-28 Trojan y luego en el jet Lockheed T-33 Shooting Star. Después de recibir sus alas de piloto en 1956, se convirtió en piloto de combate con el 84.º Escuadrón de Interceptores de Caza, un escuadrón de interceptores todo tiempo del Comando de Defensa Aérea basado en la Base Aérea Hamilton en California, volando Northrop F-89 Scorpions equipados con misiles aire-aire con punta nuclear MB-1. Luego sirvió en el 57.º Escuadrón de Interceptores de Caza en Islandia, donde participó en interceptaciones de bombarderos pesados soviéticos que desafiaban las fronteras de defensa aérea de Estados Unidos. Después de un año, regresó al 84.º Escuadrón de Interceptores de Caza en Hamilton, que ahora volaba el McDonnell F-101 Voodoo.
Anders tenía la meta de convertirse en piloto de pruebas. Habló con Chuck Yeager, quien le recomendó que primero obtuviera un título avanzado. Anders presentó una solicitud al Instituto de Tecnología de la Fuerza Aérea (AFIT) en la Base Aérea Wright-Patterson en Ohio, con la esperanza de estudiar ingeniería aeronáutica, pero el programa de Propulsión Nuclear de Aeronaves estaba en curso, y el AFIT le asignó estudiar ingeniería nuclear. Mientras estaba allí, tomó un curso de ingeniería aeronáutica en la Universidad Estatal de Ohio. Se graduó del AFIT con una Maestría en Ciencias en ingeniería nuclear en 1962. Para ese entonces, el programa de Propulsión Nuclear de Aeronaves había sido cancelado, por lo que fue asignado al Laboratorio de Armas de la Fuerza Aérea en la Base Aérea Kirtland en Nuevo México, donde fue responsable de la gestión técnica de los programas de reactores de energía nuclear.

## Servicio de la Fuerza Aérea y carrera de la NASA
Después de graduarse de la Academia Naval, Anders asumió sus funciones en la Fuerza Aérea. Después de recibir sus alas de piloto en 1956, sirvió como piloto de combate en escuadrones de interceptores todotiempo en California y en Islandia, donde participó en intercepciones tempranas de bombarderos pesados de la Unión Soviética, que por entonces desafiaban las fronteras de la defensa aérea de los Estados Unidos. Mientras estuvo en el Laboratorio de Armas de la Fuerza Aérea en Nuevo México, fue responsable de la gestión técnica de los programas de blindaje de reactores nucleares sobre los efectos de la radiación.
Cuenta en su haber con más de 8000 horas de vuelo.

### Experiencia de vuelo espacial

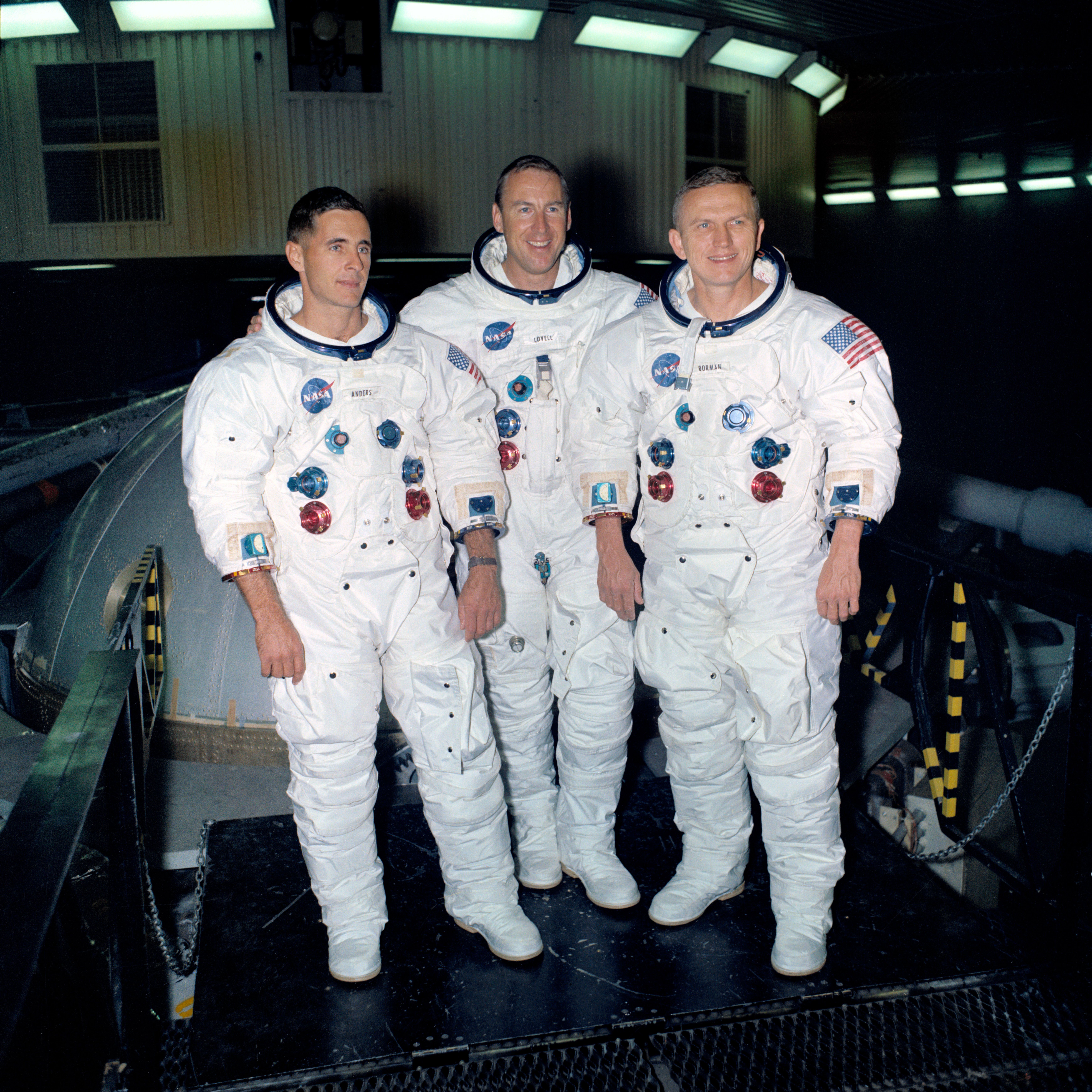
Anders, izquierda, con sus compañeros de la misión del Apolo 8 James A. Lovell y Frank Borman

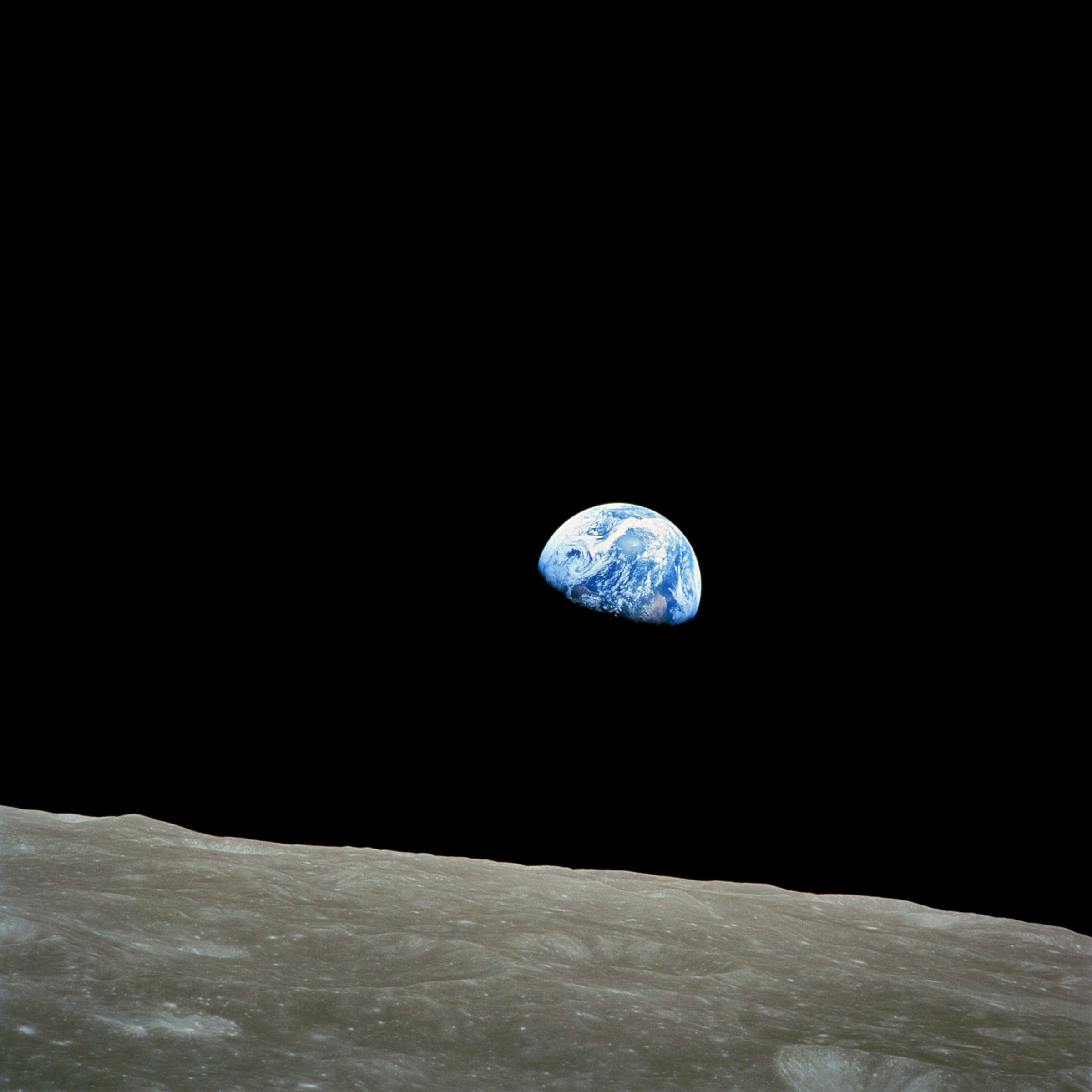
Salida de la Tierra, tomada por Anders el 24 de diciembre de 1968

En 1963, fue seleccionado por la NASA en el Tercer Grupo de astronautas. Mientras estuvo en la NASA, se involucró en dosimetría, efectos de radiación y control ambiental. Fue el piloto de respaldo de la misión Gemini 11. Luego, en diciembre de 1968, voló como piloto en el módulo lunar para la misión Apolo 8, la primera misión en la que los humanos viajaron más allá de la órbita baja terrestre. Este vuelo fue el primero en llegar a la Luna y también el primero en orbitarla. Tomó la famosa fotografía Salida de la Tierra. Sirvió como piloto de respaldo del módulo de mando y servicio para la misión Apolo 11, antes de aceptar una asignación con el National Space Council mientras mantenía su condición de astronauta.

## Carrera posterior
De 1969 a 1973, desempeñó el cargo de Secretario Ejecutivo del National Aeronautics and Space Council, que fue responsable ante el presidente, el vicepresidente y los miembros del Consejo de Ministros del desarrollo de opciones de políticas relacionadas con la investigación, el desarrollo, las operaciones y la planificación de sistemas espaciales y aeronáuticos.
El 6 de agosto de 1973, Anders fue elegido para formar parte de la Comisión de Energía Atómica de los Estados Unidos como uno de sus cinco miembros, donde fue comisionado principal para la investigación y desarrollo de las energías nuclear y no nucleares. También fue nombrado como Presidente del Consejo de Administración del programa conjunto de intercambio de tecnología Estados Unidos/Unión Soviética para las centrales de fisión nuclear y de fusión nuclear.
Tras la reorganización de las actividades nacionales de regulación y desarrollo nucleares, el 19 de enero de 1975 fue nombrado por el presidente Ford para convertirse en el primer presidente de la recientemente establecida Comisión Reguladora Nuclear de Estados Unidos, responsable de la seguridad nuclear y de su compatibilidad ambiental. Al finalizar su mandato como presidente de la NRC, Anders fue nombrado Embajador en Noruega y ocupó ese puesto hasta 1977. Más adelante terminó su carrera en el gobierno federal después de 26 años, y comenzó a trabajar en el sector privado.
Sirvió brevemente como miembro del American Enterprise Institute, y a continuación se incorporó a la compañía General Electric en septiembre de 1977. Como vicepresidente y gerente general de la división de productos nucleares de GE en San José (California), fue responsable de la fabricación de combustible nuclear, equipos internos del reactor y control e instrumentación para los reactores nucleares en instalaciones ubicadas en San José y Wilmington (Carolina del Norte). También supervisó la asociación de GE con Chicago Bridge and Iron para fabricar grandes recipientes a presión de acero en Memphis. En agosto de 1979, comenzó a asistir al Programa de Administración Avanzada de la Harvard Business School. El primer día de 1980, fue nombrado Gerente General de la División de Equipos Aeronáuticos de GE. Con sede en Utica (Nueva York), la división daba trabajo a más de 8500 empleados en cinco ubicaciones en el noreste de EE. UU. Sus productos incluían sistemas de control de armas y aviones, instrumentos de cabina, sistemas de generación eléctrica de aeronaves, radares aerotransportados y sistemas de procesamiento de datos, contramedidas electrónicas, sistemas de comando espacial, y sistemas de armamento anti aeronaves y contra objetivos en superficie.
En 1984, dejó GE para unirse a Textron como vicepresidente ejecutivo de división de industria aeroespacial, y dos años más tarde fue elegido vicepresidente ejecutivo sénior de operaciones. En 1990, pasó a ser  Presidente del Consejo de Administración de General Dynamics y el 1 de enero de 1991 su presidente y director ejecutivo. Se retiró en 1993, pero se mantuvo como presidente hasta mayo de 1994.
Fe consultor de la Oficina de Política de Ciencia y Tecnología de los Estados Unidos y miembro del Defense Science Board y de la NASA. Es General de División retirado en el Mando de Reserva de la Fuerza Aérea.

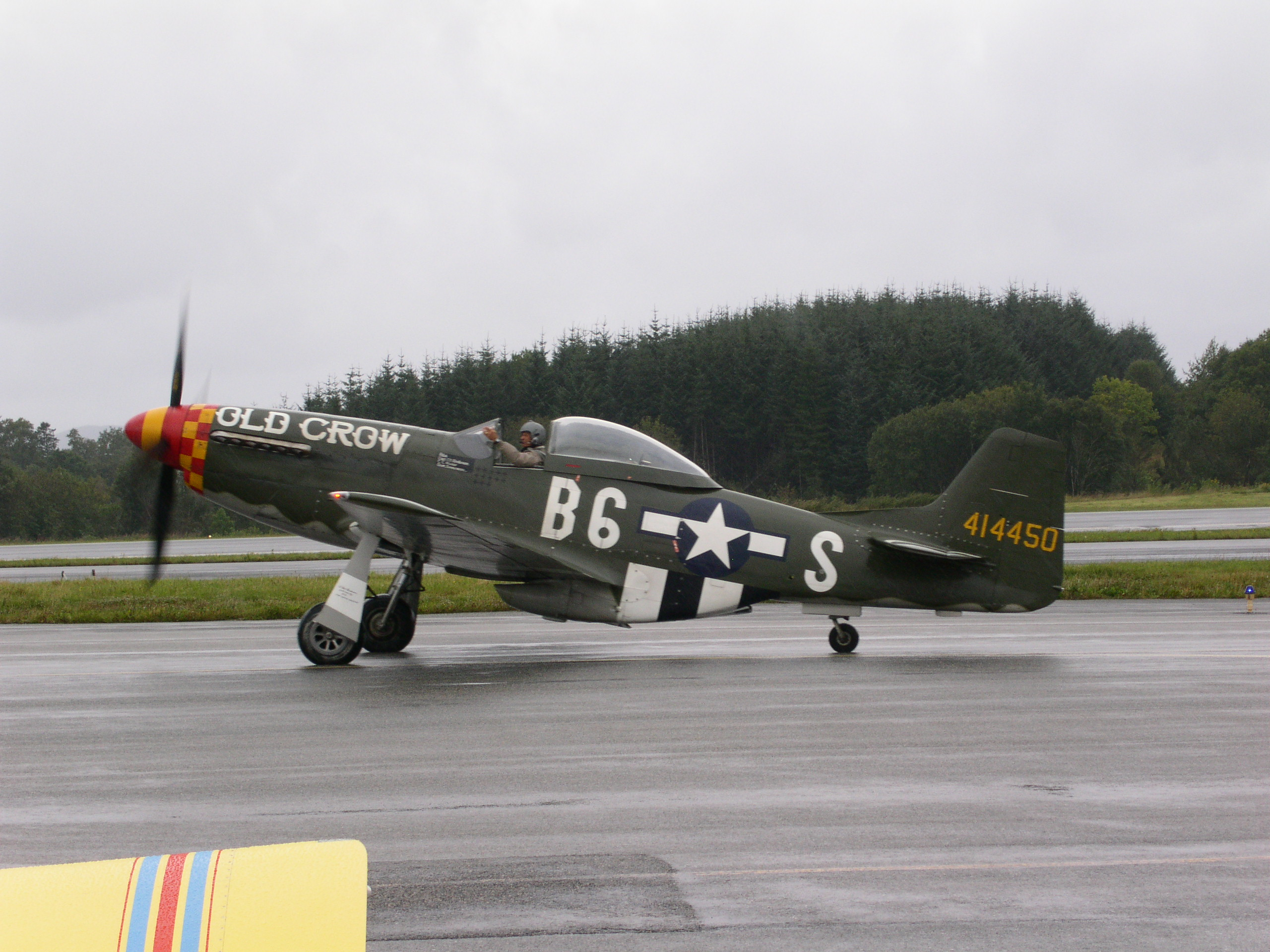
Bill Anders manejando en tierra un P-51 Mustang en la Exposición Aérea de Bergen en 2005

Creó la Fundación William A. Anders, una organización filantrópica dedicada a solucionar problemas educativos y ambientales. La fundación fue uno de los principales patrocinadores del episodio de "American Experience" "Carrera hacia la Luna". La fundación también fundó el Heritage Flight Museum en 1996 en Bellingham (Washington); el museo se trasladó al aeropuerto regional de Skagit en Burlington, WA en 2014; Anders es su presidente y hasta 2008 fue un participante activo en sus exhibiciones aéreas.
En 2011, habló en el primer Festival Internacional Starmus en las Islas Canarias, dando una conferencia sobre los inicios del programa espacial estadounidense. Su charla fue publicada en el libro "Starmus: 50 años del hombre en el espacio".
Murió el 7 de junio de 2024 cuando el avión Beechcraft T-34 Mentor que pilotaba se estrelló sobre las Islas San Juan en el Estado de Washington, en Estados Unidos. Tenía 90 años.

## Organizaciones
Fue miembro de la Tau Beta Pi National Engineering Honor Society, de la American Nuclear Society, del American Institute of Aeronautics and Astronautics, de la Academia Nacional de Ingeniería y de la Sociedad de Pilotos de Pruebas Experimentales.

## Premios y distinciones

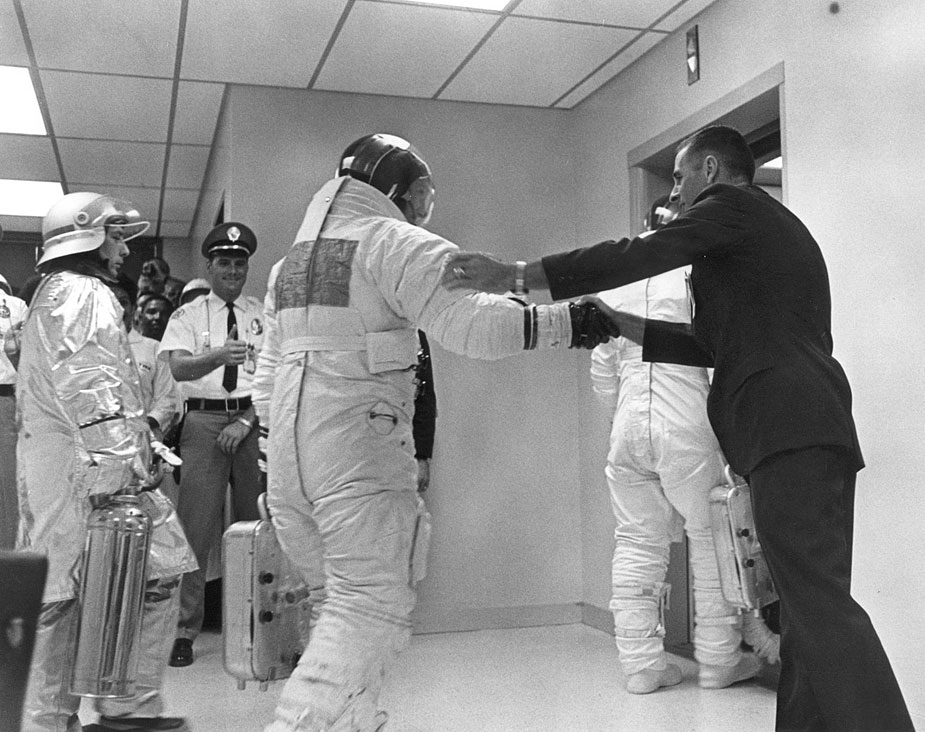
Anders se estrecha las manos con Buzz Aldrin deseándole suerte en su viaje a la Luna con el Apolo 11

- Medalla por Servicio Distinguido de la Fuerza Aérea[10]
- Medalla Encomienda de las Fuerzas Aéreas[10]
- Medalla de Servicios Distinguidos de la NASA[10]
- Medalla de Servicios Distinguidos de la Comisión de Regulación Nuclear[10]
- Medalla Hubbard de la National Geographic Society[10]
- Trofeo Collier, Trofeo Harmon; Trofeo Memorial Dr. Robert H. Goddard y Trofeo General Thomas D. White de las Fuerzas Aéreas[10]
- Premio a los Logros de Vuelo de la Sociedad Astronáutica Estadounidense[10]
- Ingresado en el Museo de Historia Espacial de Nuevo México (1983)[15]
- Ingresado en el U.S. Astronaut Hall of Fame (1997)[19]
- Premio de Liderazgo de la Industria de Defensa Nacional (mayo de 1993)[10]

## En la cultura popular

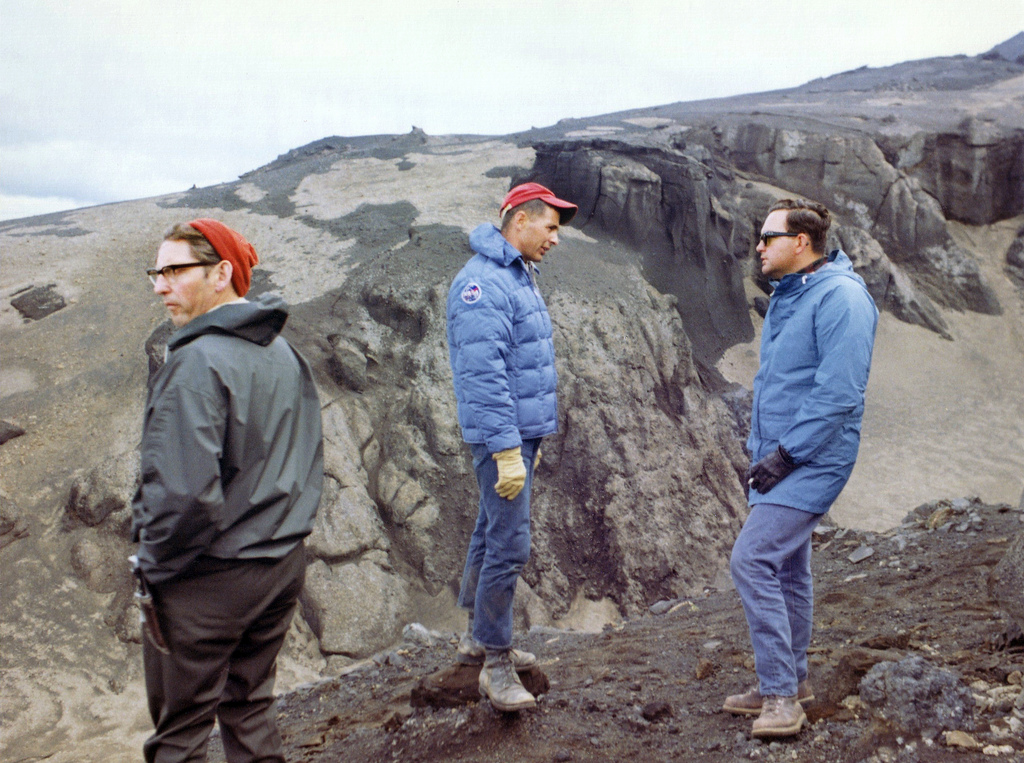
Anders con el geólogo islandés Sigurður Þórarinsson y el doctor Ted Foss durante un curso de geología en Islandia en 1967

- Fue retratado por Robert John Burke en la miniserie de la HBO de 1998 De la Tierra a la Luna.[20]

- Una grabación de Anders (leyendo el Capítulo 1 del Génesis),[21] realizada durante la órbita lunar del Apolo 8, el 24 de diciembre de 1968, está incluida en la primera canción ("In The Beginning") del álbum de Mike Oldfield The Songs of Distant Earth, con versos repetidos nuevamente en la segunda pista "Let There Be Light".[22] Esta grabación también se muestrea en la canción Genesis del grupo VNV Nation, en la séptima pista de su álbum "Futureperfect".[23]

- También apareció en el documental de 2005 Race to the Moon, que se mostró como parte de la serie PBS American Experience. La película, renombrada en 2013 como Earthrise: The First Lunar Voyage, se centró en los eventos que llevaron a la misión Apolo 8 de la NASA.[24]

- Fue entrevistado en un capítulo del libro No más mundos para conquistar de Chris Wright. El capítulo está aproximadamente dividido en partes iguales entre su vida durante la misión Apolo y su vida corporativa posterior. La portada del libro es la famosa imagen del Earthrise tomada por Anders.[25]

## Eponimia
- El cráter lunar Anders lleva este nombre en su honor.[26]